# رالف ابرهارت
رالف ابرهارت (انگلیسی: Ralph Eberhart؛ زادهٔ ۶ دسامبر ۱۹۴۶) ژنرال بازنشسه نیروی هوایی ایالات متحده آمریکا است، که در فاصله سال‌های ۱۹۹۷ تا ۱۹۹۹ به‌عنوان بیست و هفتمین جانشین رئیس ستاد نیروی هوایی فعالیت می‌کرد و از سپتامبر تا اکتبر ۱۹۹۷ سرپرست رئیس ستاد نیروی هوایی بود.
ابرهارت فعالیت نظامی را از سال ۱۹۶۸ در نیروی هوایی آمریکا آغاز کرد، از ۱۹۹۶ تا ۱۹۹۷ فرمانده نیروی هوایی پنجم بود، از ۱۹۹۹ تا ۲۰۰۰ فرماندهی نبرد هوایی را برعهده داشت، در فاصله سال‌های ۲۰۰۰ تا ۲۰۰۴ به‌عنوان فرماندهی دفاع هوافضای آمریکای شمالی فعالیت می‌کرد و از ۲۰۰۲ تا ۲۰۰۴ با حفظ سمت، فرماندهی شمالی ایالات متحده آمریکا را برعهده داشت.